# Acheral
Acheral es una localidad argentina, ubicada en el sur de la provincia de Tucumán, Departamento Monteros, a la vista de la Sierra del Aconquija. Se accede desde la ciudad capital provincial por la RN 38 hacia el sur.
Posee una de las principales entradas a los valles Calchaquíes, lugar que inspiró las canciones de Atahualpa Yupanqui.

## Población
Cuenta con 2,683 habitantes (Indec, 2010), lo que representa un incremento del 28% frente a los 2,093 habitantes (Indec, 2001) del censo anterior.
| Gráfica de evolución demográfica de Acheral entre 1960 y 2010 |
|                                                               |
| Fuentes: INDEC                                                |

## Toma de Acheral
El 30 de mayo de 1974 a las 20:00 la Compañía Ramón Rosa Jiménez del Ejército Revolucionario del Pueblo realizó una toma de la localidad de Acheral, la base de operaciones militares se encontraba en el ex ingenio Santa Lucía y actuaba en contraofensiva hacia la guerrilla.
Este episodio sirvió para que el ERP plantara su bandera y se hiciera presente ante el mundo como grupo guerrillero.

## Escuelas y centros comerciales
Existen 7 escuelas: 5 de enseñanza primaria, una secundaria y una de adultos:
Esc. 139 de Alto de Leiva.
Esc. 143 de Los Robles.
Esc. 144 de Rincón de Balderrama.
Esc. 53 “Teniente García” de Arenilla.
Esc. Remedios Escalada de San Martín de Acheral.
CEC N° 85 Fray Luis Beltrán.
Esc. De Comercio “Ing. Álvarez Condarco”

## Planta de cerveza
Cervecería y Maltería Quilmes: la planta de Acheral envasa las cervezas Norte, Quilmes y Brahma. En el año 2008 se hizo una inversión de 35 millones de dólares para ampliar la fábrica y elaborar la cerveza en Tucumán. Antes de esto, la cerveza sólo se envasaba.

## Atahualpa Yupanqui
Acheral es el pueblo desde el cual el cantor popular Atahualpa Yupanqui emprendía sus viajes, a lomo de mula, hacia Tafí del Valle. Dichos viajes están documentados en su canción Luna Tucumana: "... en los campos de Acheral / yo he visto a la luna buena / besando el cañaveral..."

## Mitos y leyendas de Acheral
En Acheral existe una gran diversidad de historias y de personajes El duende se asoma generalmente en el horario de la siesta y según lo que comentan existen varios tipos de duendes, hay algunos que habitan en las casas que son de forma diminuta y se encargan de hacer desaparecer las cosas y regresarlas después de un tiempo, con el único hecho de ver como las personas se desesperan al buscar los objetos.
Otro tipo que relatan es de un duende de aspecto similar al de un anciano que mide 85 cm aproximadamente viste ropa harapienta y un sombrero negro en punta. La aparición de este ser, según relatos de los pobladores aparece en el camino para ir hasta Santo Domingo, según los relatos sale de noche y es muy agresivo, muchas personas del pueblo fueron víctimas de su agresión, hasta hubo casos en las cuales terminaron en el hospital. 
El último tipo de duende que describieron fue uno que hasta el día de hoy mucha gente lo ve, este duende es el que más preocupa a la gente porque según se comenta es el encargado de atraer a los niños hacia su guarida quien sabe para qué fin. Según el comentario estos seres son niños no bautizados que murieron y luego se transformaron en estas criaturas. Se reportaron muchos casos de incidentes con niños que desaparecían y luego al transcurrir unas horas regresaban a sus hogares con marcas y golpes, atribuían que el duende lo había hecho.
Nuestro pueblo cuenta con un imponente cañaveral alrededor, y así también con historias ligadas a ellos como ser la del Familiar que en la provincia se lo conoce como un feroz y enorme perro negro con o sin cabeza que arrastra grandes y pesadas cadenas. Muchas personas que lo vieron coinciden en lo mismo ese brillo de color rojo en su mirada, no se reportaron casos de agresión la mayoría lo veía deambular. Otra historia que es muy popular se sitúa en el Dique del pueblo hay dos caminos para llegar ahí uno de ellos es pasando por el Barrio 22 viviendas y el otro por el Barrio Matadero aproximadamente la misma son 2 (dos) kilómetros de distancia entre ambos caminos. En dicho dique existía un Chalet su dueño era apellido Frías Silva en la actualidad esto no es más que ruinas, en la década del 70 era un lugar muy concurrido, según fuentes informan que se realizaban fiestas donde concurría la clase alta de Tucumán en esos muchos militares de la época, se dice que existía un túnel debajo de la casa. La leyenda urbana comienza con la repentina desaparición del dueño dejando todo a su paso, sin importar los bienes materiales que perdería. De ahí en más sucedieron cosas ligadas a lo sobrenatural desde apariciones, voces, etc. Muchos pescadores de la zona describieron la figura de una persona que aparece parado en medio del dique que se asemeja a la figura del dueño de ese lugar, otros cuentan que cuando uno entra a este lugar siente un escalofrió en todo el cuerpo, unos jóvenes contaron que dentro de la casa se oyen hasta el día de hoy gritos y lamentos. 
Una persona que según dice asistió muchas veces a las fiestas en el lugar, comenta que en esa casa ocurrieron crímenes de lesa humanidad y era el punto clave para llevar prisioneros, según explica que esa casa era muy aterradora por las cosas que se hacían dentro, y había muchas otras que no tenían explicación lógica.
Acheral pertenece a la ciudad de Monteros en dicha ciudad nació un personaje bastante querido para muchos su nombre era Sixto Ibáñez, es retratado a través de testimonios de sus coetáneos, familiares y amigos como el Robín Hood de su época delincuente, asesino, justiciero, según el folclor se le atribuye el título de milagrero ya que de modo sobrenatural se le atribuyen favores que las personas le pedían en su lecho de muerte. Este personaje realizó muchas hazañas acompañado de sus secuaces Suárez y Silva, en las cuales realizaban robos a personas de la clase alta para darles a los más necesitados. Hubo un tiempo en el cual desapareció y se alejó de los hechos delictivos y nadie sabía de su paradero.
Una Noche corría el rumor de que Sixto Ibáñez había muerto, en Acheral, al otro día era una movilización tanto de vecinos como periodistas, Sixto Ibáñez estaba muerto con dos disparos en la cabeza los policías informaron como suicidio mientras todas las personas dijeron que la policía lo asesino. Fue un héroe para los más pobres, un delincuente para la policía y una leyenda para el pueblo.  